# آلیسیا روبیو
آلیسیا روبیو (اسپانیایی: Alicia Rubio‎؛ زادهٔ ۱۵ سپتامبر ۱۹۸۶ بازیگر اهل اسپانیا است.
از فیلم‌ها یا برنامه‌های تلویزیونی که وی در آن نقش داشته‌است می‌توان به خشم مردی صبور اشاره کرد.